# 维斯塔 (加利福尼亚州)
维斯塔（英語：Vista），是美国加利福尼亚州聖迭戈縣下属的一座城市。建市于1963年1月28日，面积大约为18.68平方英里（48.4平方公里）。根据2010年美国人口普查，该市有人口93,834人。